# Tajuria illurgioides
Tajuria illurgioides är en fjärilsart som beskrevs av De Nicéville 1890. Tajuria illurgioides ingår i släktet Tajuria och familjen juvelvingar. Inga underarter finns listade i Catalogue of Life.

## Bildgalleri

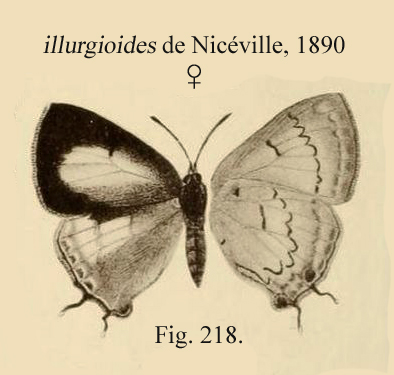
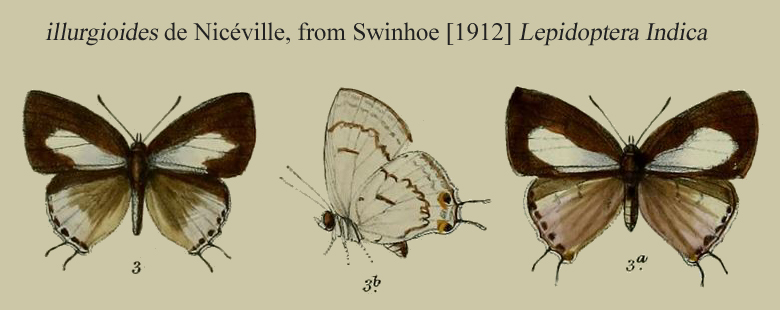